# Gampsocera
Gampsocera är ett släkte av tvåvingar. Gampsocera ingår i familjen fritflugor.

## Dottertaxa tillGampsocera, i alfabetisk ordning[1][2]
- Gampsocera albiaristata
- Gampsocera albitarsis
- Gampsocera albopilosa
- Gampsocera alpina
- Gampsocera binotata
- Gampsocera confluens
- Gampsocera curvinervis
- Gampsocera decussata
- Gampsocera dimidiaticornis
- Gampsocera diversicolor
- Gampsocera divisa
- Gampsocera grandis
- Gampsocera hardyi
- Gampsocera hedini
- Gampsocera infuscata
- Gampsocera jacobsoni
- Gampsocera lanceolata
- Gampsocera latipennis
- Gampsocera lissoxantha
- Gampsocera longicosta
- Gampsocera lunifer
- Gampsocera luteiceps
- Gampsocera maculipennis
- Gampsocera magnisinuosa
- Gampsocera mutata
- Gampsocera nigricolor
- Gampsocera notata
- Gampsocera nubecula
- Gampsocera numerata
- Gampsocera oscurata
- Gampsocera poeciloptera
- Gampsocera tarsalis
- Gampsocera tenuisinuosa
- Gampsocera triplex
- Gampsocera trisigillata
- Gampsocera unipunctata